# Élections législatives de 1967 dans le Bas-Rhin
Les élections législatives françaises de 1967 se déroulent les 5 et 12 mars 1967. Dans le département du Bas-Rhin, huit députés sont à élire dans le cadre de huit circonscriptions.

## Élus
| Circonscription | Député sortant                        | Parti | Parti   | Député élu ou réélu   | Parti | Parti |
| --------------- | ------------------------------------- | ----- | ------- | --------------------- | ----- | ----- |
| 1re             | René Radius                           |       | UNR-UDT | René Radius           |       | UD-Ve |
| 2e              | Ernest Rickert suppléant d'André Bord |       | UNR-UDT | André Bord            |       | UD-Ve |
| 3e              | Georges Ritter                        |       | UNR-UDT | Georges Ritter        |       | UD-Ve |
| 4e              | Albert Ehm                            |       | UNR-UDT | Albert Ehm            |       | UD-Ve |
| 5e              | Gérard Lehn suppléant de Henri Meck   |       | MRP     | Gérard Lehn           |       | UD-Ve |
| 6e              | Alfred Westphal                       |       | UNR-UDT | Alfred Westphal       |       | UD-Ve |
| 7e              | François Grussenmeyer                 |       | UNR-UDT | François Grussenmeyer |       | UD-Ve |
| 8e              | Pierre Pflimlin                       |       | MRP     | Germain Sprauer       |       | UD-Ve |

## Résultats

### Résultats à l'échelle du département
| Parti          | Parti                                           | Premier tour | Premier tour | Second tour | Second tour | Sièges |
| Parti          | Parti                                           | Voix         | %            | Voix        | %           | Sièges |
| -------------- | ----------------------------------------------- | ------------ | ------------ | ----------- | ----------- | ------ |
|                | Union des démocrates pour la Ve République      | 195 626      | 55,37        | 28 672      | 56,23       | 8      |
|                | Modérés                                         | 4 827        | 1,37         |             |             | 0      |
|                | Union des républicains de progrès               | 200 453      | 56,74        | 28 672      | 56,23       | 8      |
|                |                                                 |              |              |             |             |        |
|                | Section française de l'Internationale ouvrière  | 19 092       | 5,40         |             |             | 0      |
|                | Fédération de la gauche démocrate et socialiste | 19 092       | 5,40         |             |             | 0      |
|                |                                                 |              |              |             |             |        |
|                | Progrès et démocratie moderne                   | 100 693      | 28,50        | 22 318      | 43,77       | 0      |
|                | Parti communiste français                       | 33 056       | 9,36         |             |             | 0      |
|                |                                                 |              |              |             |             |        |
| Inscrits       | Inscrits                                        | 460 266      | 100,00       | 81 206      | 100,00      | 8      |
| Abstentions    | Abstentions                                     | 94 821       | 20,6         | 26 731      | 32,92       |        |
| Votants        | Votants                                         | 365 445      | 79,4         | 54 475      | 67,08       |        |
| Blancs et nuls | Blancs et nuls                                  | 12 151       | 3,32         | 3 485       | 6,4         |        |
| Exprimés       | Exprimés                                        | 353 294      | 96,68        | 50 990      | 93,6        |        |

### Résultats par circonscription

#### Première circonscription (Strasbourg-I)
|                | René Radius sortant réélu | UD-Ve          | 21 300 | 55,98  |  |  |  |
|                | Antoine Pfirsch           | CD (PDM)       | 8 097  | 21,28  |  |  |  |
|                | Robert Weil               | FGDS (SFIO)    | 5 394  | 14,18  |  |  |  |
|                | Alphonse Boosz            | PCF            | 3 259  | 8,57   |  |  |  |
|                |                           |                |        |        |  |  |  |
| Inscrits       | Inscrits                  | Inscrits       | 54 507 | 100,00 |  |  |  |
| Abstentions    | Abstentions               | Abstentions    | 15 497 | 28,43  |  |  |  |
| Votants        | Votants                   | Votants        | 39 010 | 71,57  |  |  |  |
| Blancs et nuls | Blancs et nuls            | Blancs et nuls | 960    | 2,46   |  |  |  |
| Exprimés       | Exprimés                  | Exprimés       | 38 050 | 97,54  |  |  |  |

#### Deuxième circonscription (Strasbourg-II)
|                | André Bord sortant réélu | UD-Ve          | 27 278 | 57,66  |  |  |  |
|                | Armand Bussé             | CD (PDM)       | 8 333  | 17,61  |  |  |  |
|                | André Lurker             | FGDS (SFIO)    | 6 667  | 14,09  |  |  |  |
|                | Marcel Rosenblatt        | PCF            | 5 031  | 10,63  |  |  |  |
|                |                          |                |        |        |  |  |  |
| Inscrits       | Inscrits                 | Inscrits       | 67 077 | 100,00 |  |  |  |
| Abstentions    | Abstentions              | Abstentions    | 18 661 | 27,82  |  |  |  |
| Votants        | Votants                  | Votants        | 48 416 | 72,18  |  |  |  |
| Blancs et nuls | Blancs et nuls           | Blancs et nuls | 1 107  | 2,29   |  |  |  |
| Exprimés       | Exprimés                 | Exprimés       | 47 309 | 97,71  |  |  |  |

#### Troisième circonscription (Strasbourg-Campagne)
| Candidat       | Candidat                     | Parti          | Premier tour | Premier tour | Second tour | Second tour |  |
| Candidat       | Candidat                     | Parti          | Voix         | %            | Voix        | %           |  |
| -------------- | ---------------------------- | -------------- | ------------ | ------------ | ----------- | ----------- |  |
|                | Georges Ritter sortant réélu | UD-Ve          | 27 069       | 45,09        | 28 672      | 56,23       |  |
|                | Bernard Baehr                | CD (PDM)       | 13 926       | 23,2         | 22 318      | 43,77       |  |
|                | Édouard Winterhalter         | PCF            | 7 183        | 11,96        |             |             |  |
|                | Charles Huck                 | FGDS (SFIO)    | 7 031        | 11,71        |             |             |  |
|                | Eugène Schaeffer             | Modérés        | 4 827        | 8,04         |             |             |  |
|                |                              |                |              |              |             |             |  |
| Inscrits       | Inscrits                     | Inscrits       | 81 204       | 100,00       | 81 206      | 100,00      |  |
| Abstentions    | Abstentions                  | Abstentions    | 19 403       | 23,89        | 26 731      | 32,92       |  |
| Votants        | Votants                      | Votants        | 61 801       | 76,11        | 54 475      | 67,08       |  |
| Blancs et nuls | Blancs et nuls               | Blancs et nuls | 1 765        | 2,86         | 3 485       | 6,4         |  |
| Exprimés       | Exprimés                     | Exprimés       | 60 036       | 97,14        | 50 990      | 93,6        |  |

#### Quatrième circonscription (Sélestat)
|                | Albert Ehm sortant réélu | UD-Ve          | 23 984 | 50,26  |  |  |  |
|                | Georges Klein            | CD (PDM)       | 19 210 | 40,25  |  |  |  |
|                | Étienne Werler           | PCF            | 4 529  | 9,49   |  |  |  |
|                |                          |                |        |        |  |  |  |
| Inscrits       | Inscrits                 | Inscrits       | 59 104 | 100,00 |  |  |  |
| Abstentions    | Abstentions              | Abstentions    | 8 844  | 14,96  |  |  |  |
| Votants        | Votants                  | Votants        | 50 260 | 85,04  |  |  |  |
| Blancs et nuls | Blancs et nuls           | Blancs et nuls | 2 537  | 5,05   |  |  |  |
| Exprimés       | Exprimés                 | Exprimés       | 47 723 | 94,95  |  |  |  |

#### Cinquième circonscription (Molsheim)
|                | Gérard Lehn sortant réélu | UD-Ve (MRP)    | 19 781 | 54,07  |  |  |  |
|                | Jean-Claude Criqui        | CD (PDM)       | 13 077 | 35,74  |  |  |  |
|                | Albert Klein              | PCF            | 3 728  | 10,19  |  |  |  |
|                |                           |                |        |        |  |  |  |
| Inscrits       | Inscrits                  | Inscrits       | 45 413 | 100,00 |  |  |  |
| Abstentions    | Abstentions               | Abstentions    | 7 220  | 15,9   |  |  |  |
| Votants        | Votants                   | Votants        | 38 193 | 84,1   |  |  |  |
| Blancs et nuls | Blancs et nuls            | Blancs et nuls | 1 607  | 4,21   |  |  |  |
| Exprimés       | Exprimés                  | Exprimés       | 36 586 | 95,79  |  |  |  |

#### Sixième circonscription (Saverne)
|                | Alfred Westphal sortant réélu | UD-Ve          | 24 356 | 62,99  |  |  |  |
|                | Charles Blessig               | CD (PDM)       | 11 044 | 28,56  |  |  |  |
|                | René Jaeckel                  | PCF            | 3 268  | 8,45   |  |  |  |
|                |                               |                |        |        |  |  |  |
| Inscrits       | Inscrits                      | Inscrits       | 49 199 | 100,00 |  |  |  |
| Abstentions    | Abstentions                   | Abstentions    | 9 154  | 18,61  |  |  |  |
| Votants        | Votants                       | Votants        | 40 045 | 81,39  |  |  |  |
| Blancs et nuls | Blancs et nuls                | Blancs et nuls | 1 377  | 3,44   |  |  |  |
| Exprimés       | Exprimés                      | Exprimés       | 38 668 | 96,56  |  |  |  |

#### Septième circonscription (Wissembourg)
|                | François Grussenmeyer sortant réélu | UD-Ve          | 25 483 | 66,47  |  |  |  |
|                | Albert Muller                       | CD (PDM)       | 10 695 | 27,9   |  |  |  |
|                | Joseph Koessler                     | PCF            | 2 160  | 5,63   |  |  |  |
|                |                                     |                |        |        |  |  |  |
| Inscrits       | Inscrits                            | Inscrits       | 46 773 | 100,00 |  |  |  |
| Abstentions    | Abstentions                         | Abstentions    | 7 275  | 15,55  |  |  |  |
| Votants        | Votants                             | Votants        | 39 498 | 84,45  |  |  |  |
| Blancs et nuls | Blancs et nuls                      | Blancs et nuls | 1 160  | 2,94   |  |  |  |
| Exprimés       | Exprimés                            | Exprimés       | 38 338 | 97,06  |  |  |  |

#### Huitième circonscription (Haguenau)
|                | Germain Sprauer élu | UD-Ve          | 26 375 | 56,62  |  |  |  |
|                | Albert Schwartz     | CD (PDM)       | 16 311 | 35,01  |  |  |  |
|                | Charles Christmann  | PCF            | 3 898  | 8,37   |  |  |  |
|                |                     |                |        |        |  |  |  |
| Inscrits       | Inscrits            | Inscrits       | 56 989 | 100,00 |  |  |  |
| Abstentions    | Abstentions         | Abstentions    | 8 767  | 15,38  |  |  |  |
| Votants        | Votants             | Votants        | 48 222 | 84,62  |  |  |  |
| Blancs et nuls | Blancs et nuls      | Blancs et nuls | 1 638  | 3,4    |  |  |  |
| Exprimés       | Exprimés            | Exprimés       | 46 584 | 96,6   |  |  |  |